# Женщина в чёрном 2: Ангел смерти
«Женщина в чёрном 2: Ангел смерти» (англ. The Woman in Black 2: Angel of Death) — американо-британо-канадский фильм ужасов 2014 года выпуска режиссёра Тома Харпера с Фиби Фокс, Джереми Ирвином, Эдриан Роулинс и Хелен Маккрори в главных ролях. Сценарий фильма написал Джон Крокер по рассказу Сьюзен Хилл. Это продолжение фильма 2012 года «Женщина в чёрном» с Дэниелем Рэдклиффом, производством занималась компания Hammer Film Productions и Entertainment One.

## Сюжет
Действие фильма происходит через тридцать лет после событий, имевших место в первом фильме 2012 года. Место действия также не изменилось — остров, окружённый болотами, с единственной дорогой, соединяющей его с материком и периодически затапливаемой приливами и мрачный ветхий особняк Ил-Марш-Хаус.
Фильм начинается с картин бомбёжки Лондона немецкими бомбардировщиками. В такой ситуации директриса начальной школы Джин Хогг принимает решение покинуть Лондон вместе со своими немногочисленными воспитанниками и своей подчинённой, она же главная героиня фильма — Евой Перкинс. Они отправляются в сельскую местность в городок Кристин Гиффорд и далее в особняк Ил-Марш-Хаус. По дороге Ева знакомится с молодым лётчиком Гарри Бернстоуном, и он обещает навестить её в ближайшее время.
Приехав в Кристин Гиффорд, они обнаруживают его заброшенным, к тому же лопается шина у переднего колеса, и, пока шофёр его меняет, Ева решает побродить по развалинам когда-то цветущего городка и сталкивается со слепым отшельником, который её напугал и постоянно твердил, чтобы она не смотрела ей в лицо. В недоумении Ева вернулась в автобус, и они продолжили путь. Заселившись в Ил-Марш-Хаус, в первый же день между детьми произошел конфликт — у Эдварда, у которого накануне в Лондоне погибли родители после бомбёжки, в результате он перестал говорить и стал рисовать и изъясняться записками, один из учеников — Том, забрал рисунок, на котором Эдвард нарисовал себя и мать. Он сказал Эдварду, что отдаст рисунок, если он найдет их в игре в прятки. В итоге они заперли его в комнате, в которой повесилась мать Натаниэля — Джанет, из первого фильма. Вломившаяся в комнату Ева нашла его сидящим на полу с куклой и смотрящим в угол комнаты, где никого не было. В одну из ночей Том встал в состоянии сна и вышел из дома на болота. Утром его нашли запутавшимся в колючей проволоке — мёртвым, при этом Ева утверждала, что запирала на ключ входную дверь.
Еву преследуют ночные кошмары, в которых она находится в какой-то палате и у роженицы медсестра забирает и уносит младенца, а врач вытирает окровавленные руки о халат. Проснувшись она слышит какой-то стук из подвала, спустившись с зажжённой керосиновой лампой она видит кресло-качалку, которое останавливается, когда она входит. Изучая обстановку в подвале, она находит надпись на стене: «Ты его бросила» и видит промелькнувшую темную фигуру в саване, эту же фигуру она видит на следующий день, во время прогулки и пытаясь её догнать скатывается с обрыва и слышит звуки давней трагедии случившейся на болотах, когда утонул в повозке Натаниэль.
Ева находит в подвале ключ и не может его подобрать ни к одному замку в особняке. Она вспоминает, что видела узор на ключе в заброшенной деревушке Кристин Гиффорд. Приехавший к ним в гости, Гарри решает ей помочь и отвозит её в деревушку на военном джипе, по дороге он признается ей, что не любит воду после катастрофы с их самолётом, в результате которой погибли все его друзья, а он один выжил и не мог помочь звавшим его товарищам. В деревне Ева находит дом с узором на входной двери как на ключе — это был дом адвоката Джерома. В нём она сталкивается со слепым отшельником, который рассказывает ей, что похоронил всех друзей и, что это она виновата в том, что женщина в чёрном вернулась. Он попытался схватить Еву в запертой комнате, но она обманула его и убежала, прихватив с собой письма, которые она обнаружила в одном из ящиков, к которому подошёл ключ. По пути в Ил-Марш-Хаус они читают письма и узнают историю которая произошла здесь тридцать лет назад. Ева рассказывает свою историю о том, что она в молодости забеременела и отдала ребёнка на произвол судьбы, не зная, что с ним стало .
Одна из учениц, Джойс, заметила рисунок у Эдварда, который Том не отдал Эдварду и умер с ним. Она потребовала объяснений, через какое-то время она пошла искать Эдварда и наткнулась на красную нить. Идя по ней, она поднялась на верхний этаж и там увидела женщину в чёрном, после чего стала обматывать нить вокруг шеи, но директриса Джин вовремя заметила это и не допустила гибели ученицы. Но ночью над домом пролетали немецкие самолёты и все спустились в подвал, погас свет и Джойс незаметно вышла из подвала и в спальне надела противогаз с заткнутым тряпкой отверстием. Прибежавшая Ева с Гарри нашли её уже мёртвой. Все решают немедленно покинуть этот дом и Гарри решает отвезти всех на аэропорт, где он работал. Приехав в аэропорт, оказалось, что все самолёты деревянные, а Гарри не летчик, а занимается тем, что создает видимость работающего аэродрома, чтобы немцы не бомбили настоящий аэропорт. Но женщина в чёрном нашла их и здесь и разожгла печи имитирующие пожары от бомбёжки. Все встали в круг и стали молиться с закрытыми глазами, так как Ева поняла, почему был жив слепой — потому что он не мог увидеть её. Директриса называя всё это бредом открывает глаза и видит страшное лицо призрака, в результате круг разрывается и Эдвард убегает. Гарри бежит его искать и в одном из самолётов видит тень мальчика. Забравшись внутрь, он поворачивает его за плечо и в ужасе отскакивает — перед ним изуродованное колючей проволокой лицо Тома. Он выбирается наружу и видит бегущего Эдварда, тот падает в одну из жаровень. Он сообщает печальную новость Еве и отдает ей его ботинок, то что от него осталось. Но Ева не верит, что он мёртв и едет на джипе назад в особняк и в комнате Джанет видит в окно, как когда-то видела и Джанет, как Эдвард идёт к месту гибели Натаниэля, обозначенную крестом. А Джанет предлагает Еве сделать то же самое, что и она сделала много лет назад — повеситься здесь же, но Ева проламывает гнилой пол, так как дверь не открывалась и бежит на помощь Эдварду. Она останавливает его и скидывает чары призрака, напомнив ему слова его матери, что от плохих снов помогают хорошие мысли. Они движутся друг другу навстречу, но в этот момент из глубины их хватают за ноги все те, кого убила женщина в чёрном и они тонут обнявшись, как вдруг ныряет Гарри и вырывает их из объятий призраков и сам попадает в их руки. Он тонет, а Ева с Эдвардом спасаются.
В заключительной сцене фильма Ева успокаивает уже разговаривающего Эдварда, что их охраняет погибший Гарри и что он сдерживает их там в трясине. Они выходят из дома и идут куда-то по улице, а камера поднимается к ним в квартиру и фотография на которой запечатлён Гарри со своими сослуживцами, вдруг на ней лопается стекло и в отражении видна оскалившаяся женщина в чёрном.

## В ролях
| Актёр            | Роль                         |
| ---------------- | ---------------------------- |
| Фиби Фокс        | Ева Паркинс (учительница)    |
| Джереми Ирвин    | Гарри Бернстоу (лётчик)      |
| Эдриан Роулинс   | доктор Роудс                 |
| Хелен Маккрори   | Джин Хогг (директриса школы) |
| Нед Деннехи      | отшельник Джейкоб            |
| Оукли Пендергаст | Эдвард (немой сирота)        |
| Амелия Крауч     | Флора (ученица)              |
| Амелия Пиджон    | Джойс (ученица)              |
| Каспер Олпресс   | Фрейзер (ученик)             |
| Пип Пирс         | Джеймс (ученик)              |
| Лейла де Меза    | Рубин (ученица)              |
| Джуд Райт        | Том (ученик)                 |
| Альфи Симмонс    | Альфи (ученик)               |
| Томас Арнольд    | человек на вокзале           |

## Производство
В апреле 2012 года «Hammer Films» объявила, что выйдет продолжение фильма «Женщина в черном» под названием «Женщина в черном 2: Ангел смерти». Первоначально официальный синопсис сюжета отличался от заключительного фильма: «Захваченный правительством и преобразованный в военный психиатрический госпиталь во время Второй мировой войны, внезапное прибытие встревоженных солдат в «Eel Marsh House» разбудило его самого темного обитателя. Ева, красивая молодая медсестра отправляется в дом, чтобы заботиться о пациентах, но вскоре понимает, что должна спасти их не только от их собственных демонов. Несмотря на попытки Евы остановить ее, они один за другим становятся жертвами Женщины в черном».
Сценарий был написан Джоном Крокером, хотя к автору оригинального романа Сьюзан Хилл обратились за помощью. В октябре 2012 года Том Харпер был объявлен режиссёром фильма. В апреле 2013 года было объявлено, что Джереми Ирвин сыграет главную роль. Ходили слухи, что Дэниел Рэдклифф ненадолго повторит свою роль из первого фильма, но этого так и не произошло. Основные съёмки фильма начались в начале 2014 года.

## Релиз
Первоначально фильм планировалось выпустить 30 января 2015 года, но вместо этого он был перенесён на 1 января 2015 года. «Женщина в черном 2: Ангел смерти» был выпущен на DVD и Blu-ray 14 апреля 2015 года. На Blu-ray представлен документальный фильм «Отодвигая вуаль: Женщина в черном 2 - Ангел смерти».

## Награды и номинации
Данные по материалам сайта IMDb:
| Награды и номинации                     | Награды и номинации | Награды и номинации                | Награды и номинации | Награды и номинации |
| Награда                                 | Категория           | Номинант                           | Результат           |                     |
| --------------------------------------- | ------------------- | ---------------------------------- | ------------------- | ------------------- |
| Golden Trailer Awards 2015              | Best Horror         | Relativity Media Buddha Jones      | Победа              |                     |
| Golden Trailer Awards 2015              | Best Horror TV Spot | Relativity Media Buddha Jones      | Победа              |                     |
| Golden Trailer Awards 2015              | Best Horror TV Spot | Relativity Media Industry Creative | Номинация           |                     |
| Rondo Hatton Classic Horror Awards 2015 | Best Movie          | Tom Harper                         | Номинация           |                     |

## Саундтрек
- Саундтрек был выпущен 30 декабря 2014 года на инди-лейбле «Varèse Sarabande Records»[11].

### Критика
На «Rotten Tomatoes» фильм имеет рейтинг 23%, основанный на 81 обзоре, со средним рейтингом 4,6 из 10. Консенсус гласит: «Женщина в черном 2: Ангел смерти» атмосферна и визуально резка, но в ней нет напряжения и страха». «Metacritic», использующий средневзвешенное значение, присвоил 42 балла из 100 на основании 23 критиков, что указывает на «смешанные или средние отзывы». Согласно «CinemaScore», зрители поставили фильму оценку «C» по шкале от «A+» до «F».

## Новеллизация
18 октября 2013 года в Англии компания «Hammer Books (Random House Publishing)» выпустила новеллизацию сценария фильма. Роман был написан автором криминальных романов Мартином Уэйтсом, а критическая оценка книги была в целом негативной.